# 邵鴻基

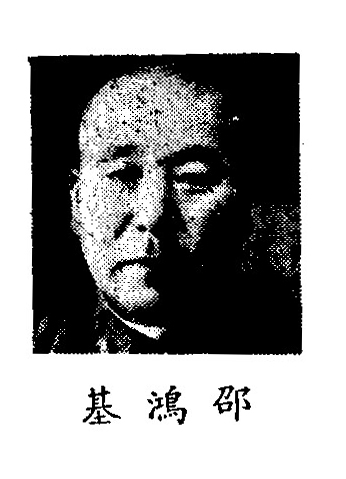

邵鴻基（1889年—？）别号承彦，河北玉田人，中华民国政治人物。

## 生平
1889年，邵鴻基出生。早年参加中国同盟会。1931年2月，任国民政府监察院监察委员。1943年10月，邵鴻基被派为河北第14区行政督察专员兼保安司令。1946年，当选为制宪国民大会代表。